# Allerslev Sogn (Vordingborg Kommune)
 For alternative betydninger, se Allerslev Sogn. (Se også artikler, som begynder med Allerslev Sogn)
Allerslev Sogn er et sogn i Stege-Vordingborg Provsti (Roskilde Stift).
I 1800-tallet var Allerslev Sogn et selvstændigt pastorat. Det hørte til Bårse Herred i Præstø Amt. Allerslev sognekommune blev ved kommunalreformen i 1970 indlemmet i Præstø Kommune, der ved strukturreformen i 2007 indgik i Vordingborg Kommune.
I Allerslev Sogn ligger Allerslev Kirke.
I sognet findes følgende autoriserede stednavne:
- Allerslev (bebyggelse, ejerlav)
- Ammendrup (bebyggelse, ejerlav)
- Enghave (bebyggelse)
- Gederød (bebyggelse, ejerlav)
- Kragevig (bebyggelse, ejerlav)
- Lillemark (bebyggelse)
- Neble (bebyggelse, ejerlav)
- Oremandsgård (ejerlav, landbrugsejendom)
- Rekkende (bebyggelse, ejerlav)
- Ronesbanke (bebyggelse)
- Tjørnehoved (bebyggelse, ejerlav)
- Tvingebro (bebyggelse)
- Ugledige (bebyggelse, ejerlav)
- Ugledige Stokked (areal)